# L'Impériale
L'Impériale ou la Compagnie Pétrolière Impériale Limitée (en anglais : Imperial Oil Limited) est la filiale canadienne de la société ExxonMobil. Elle fait affaire dans le domaine du pétrole, du gaz naturel et de certains produits pétrochimiques. Plus grosse pétrolière canadienne, elle exploite un gisement de sable bitumineux en Alberta, opère trois raffineries au Canada, et supplie la station-service Esso.

## Histoire

Ancien logo de la société.

En 1939, la société détenait dix pétroliers dans la marine marchande canadienne.
En 1989, la société finalise l'acquisition de Texaco Canada. En mars 2016, Couche-Tard annonce l'acquisition de 279 stations-services de marques Esso à L'Impériale pour 1,7 milliard de dollars.

## Principaux actionnaires
Au 2 mars 2020:
| ExxonMobil Corporation             | 68,3% |
| Artisan Partners                   | 3,59% |
| First Eagle IM                     | 3,11% |
| Capital Research & Management      | 2,39% |
| Royal Bank of Canada               | 1,94% |
| T. Rowe Price Associates           | 1,86% |
| The Vanguard Group                 | 0,95% |
| BlackRock Asset Management Canada. | 0,64% |
| BMO Capital Markets (Canada)       | 0,53% |
| Norges Bank IM                     | 0,50% |

## Gisement de sable bitumineux
Imperial a trois projets d'exploitation de sables bitumineux :
1. Cold Lake (Alberta) : 140 000 barils par jour[7] D'une superficie de 780 kilomètres carrés (environ 300 miles carrés), Cold Lake est l'une des plus grandes exploitations thermiques in situ au monde et alimente la raffinerie de Strathcona ainsi que d'autres raffineries au Canada et aux États-Unis.
2. Kearl (Alberta) - projet en développement : 110 000 barils par jour
3. Syncrude (Fort McMurray, Alberta) - possession de 25% : 60 000 - 70 000 barils par jour (avant redevances)[8]

## Raffineries de pétrole
1. Raffinerie de Strathcona (Alberta) : 200 000 barils par jour[9]
2. Raffinerie de Sarnia (Ontario) : 121 000 barils par jour[10]
3. Raffinerie de Nanticoke (Ontario) : 112 000 barils par jour
4. Raffinerie de Dartmouth fermée et transformée en terminal.

Capacité totale de raffinage : 425 500 barils par jour.